# Пармезан
Пармеза́н (фр. parmesan), или пармиджано-реджано (итал. Parmigiano Reggiano, то есть «пармский-реджийский») — итальянский твёрдый сыр из коровьего молока, созревающий не менее года. Один из старейших и наиболее известных сортов сыра, прозванный «королём сыров»; прототип большинства остальных твёрдых сыров. Текстура ломкая, срез неровный, при нарезании сыр крошится, обладает пикантным послевкусием. Ввиду длительности созревания (до трёх лет) и большого количества молока, необходимого для производства, принадлежит к числу самых дорогих сыров.
Пармезан относится к семейству итальянских сыров, именуемых зернистыми (итал. grana). По правилам Евросоюза сыр с наименованием Parmigiano Reggiano, защищённым по происхождению (DOP), производится в провинциях Парма и Реджо-Эмилия, а также в сопредельных частях провинций Модена, Мантуя и Болонья. Аналогичный твёрдый сыр из других областей Северной Италии поступает в продажу как грана-падано и, как правило, стоит дешевле. 
Твёрдые сыры, изготовленные за пределами Евросоюза, также часто именуют пармезаном, хотя технология их изготовления может быть весьма далекой от оригинала. В России пармезаном называют практически любой твёрдый / зрелый сыр, в том числе с выдержкой менее года (а иногда и менее полугода).
Чем дольше созревал пармезан, тем он твёрже. Резать столь твёрдый сыр обычными ножами сложно, а иногда и просто невозможно. Для решения этой задачи используется специальный нож для колки пармезана, который изображён и на логотипе DOP Parmigiano Reggiano.

## Наименования
Своё «официальное» название — Parmigiano Reggiano — сыр получил по наименованию двух основных провинций-производителей: Пармы и Реджо-нель-Эмилии. Распространённое в мире слово «пармезан» по-французски означает «пармский (сыр)». На реджанском диалекте этот сыр называется зернистым: al <furmâj> Grâna. Можно встретить также другие эмилиано-романьольские варианты названия: parmsân, parmzân, parmsän, pramsan, pramsân, pramsän, pramzân и т. д. 
Законодательство Евросоюза запрещает применение названия «пармезан» и «Пармиджано-Реджано» для сыра, изготовленного за пределами официально признанной зоны его производства. Тем не менее за пределами Евросоюза изготавливается и продаётся множество «пармезанов» южно- и североамериканского, российского, украинского, белорусского, китайского происхождения. Например, на 27-м Международном чемпионате сыра, проводимом в США, золотой медали был в 2008 году удостоен «пармезан» из Австралии.

## Технология

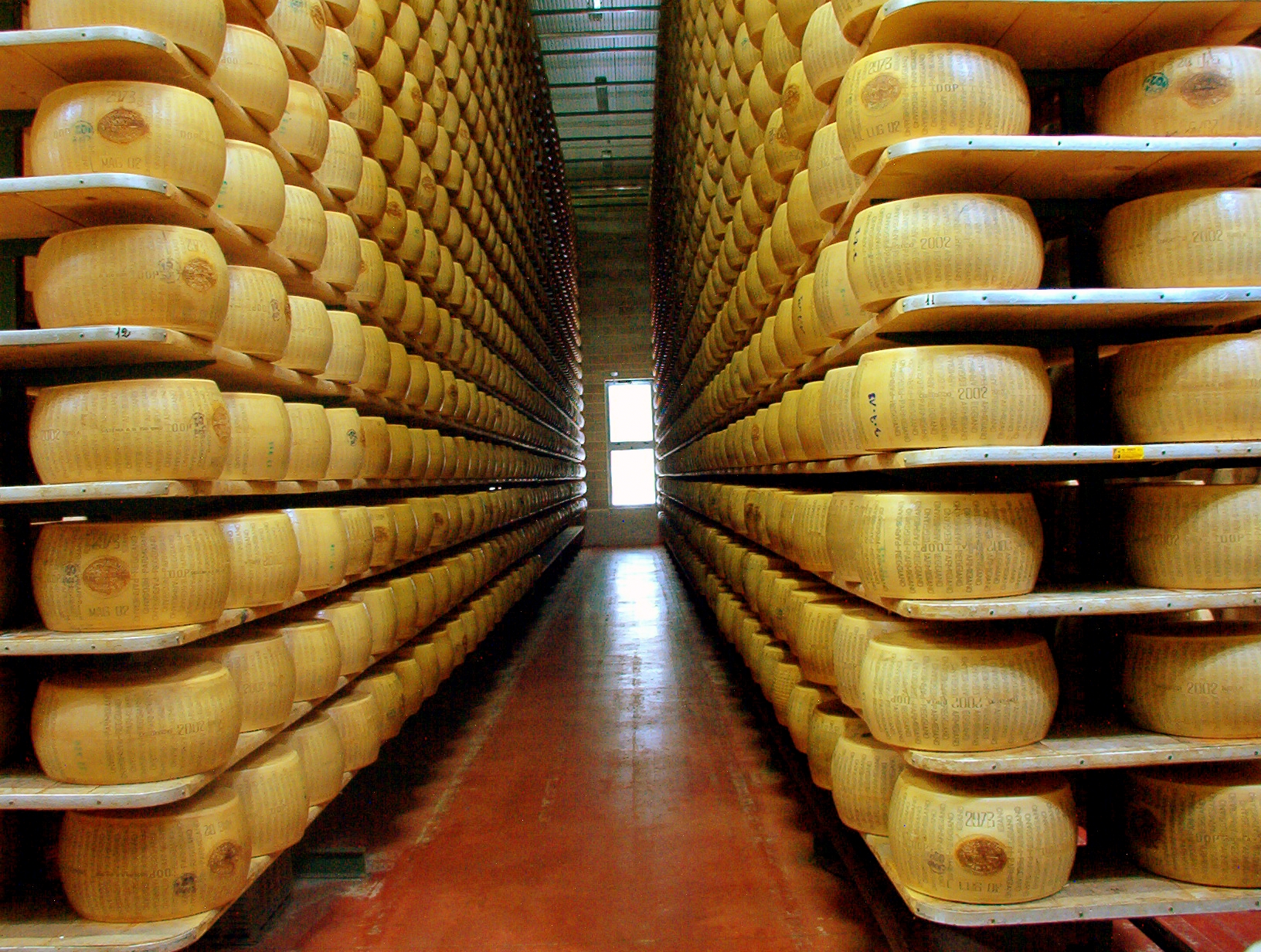
Пармезан, созревающий на сыроварне

Пармезан относится к твёрдым сырам. Его производство ежегодно начинается 1 апреля и заканчивается 11 ноября. После этого сыр созревает от 12 до 36 месяцев; при этом глубокий аромат с нотками лесного ореха получается тем ярче, чем старше продукт.
В зависимости от срока выдержки классифицируется три вида пармезана: свежий, старый и очень старый. Свежий выдерживается от 12 до 18 месяцев, старый — от 18 до 24 месяцев, очень старый — от 24 до 36 месяцев.
Чтобы получить 1 кг сыра, необходимо 16 литров молока (а для создания одной головки — 550 литров). В Италии зрелость головок определяют «пармские слухачи». Они делают это музыкальным способом — ударяя по сыру серебряными молоточками.
Производство молока для пармезана и самого сыра осуществляются в итальянских провинциях Парма, Реджо-нель-Эмилия, Модена, Болонья (на левом берегу реки Рено) и Мантуя (на правом берегу реки По). Данному сыру присущ вкус умами, что объясняется высоким содержанием в нём глутамата натрия природного происхождения.
Сыр выдерживают на специальных складах в течение года, после чего проводится проверка. Иногда случается, что внутри формы скопился воздух или консистенция получилась не такая однородная, как нужно. Тогда сыр клеймится — отмечается специальными знаками на твёрдой корке. Это означает, что он всё же может поступить в продажу, но под другим именем.
Пармезан, который был одобрен сыроделами, выдерживают ещё как минимум год, и только потом он помечается знаком DOP (Denominazione di Origine Protetta — знак подтверждения оригинального происхождения) — жжёным клеймом на корке сыра. Кроме того, вся оболочка пармезана маркируется надписью Parmigiano Reggiano, выполненной в виде маленьких дырочек. Маркировку сыра производят, когда пармезан ещё совсем мягкий (в первый вечер приготовления формы). 
В магазинах пармезан продаётся, как правило, уже расфасованным, так как вся форма (головка) весит 38—40 килограммов.

## История

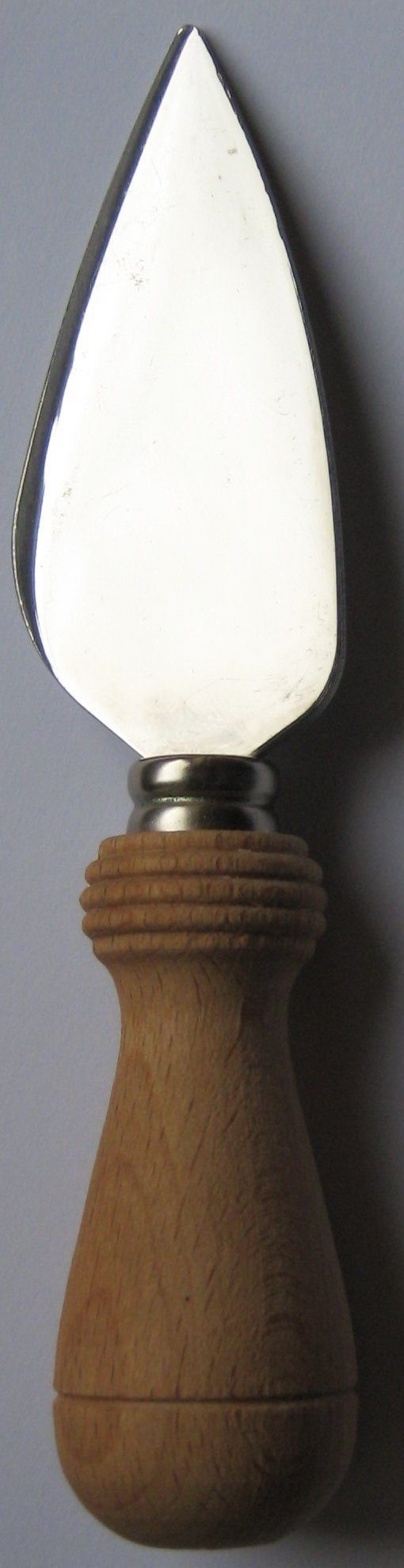
Традиционный нож для пармезана

Считается, что изобретателями оригинального рецепта были монахи-бенедиктинцы, нуждавшиеся в сорте сыра, пригодном для длительного хранения. Долгий срок годности и неприхотливость к условиям хранения обусловили популярность пармского сыра во всех странах Европы и их колониях.
Во время Великого пожара в Лондоне 1666 года Сэмюэл Пипс похоронил свой «сыр пармазан, а также вино и некоторые другие вещи», чтобы сохранить их.
Казанова, собиравшийся на старости лет написать трактат о сортах сыра, считал истинной родиной данного сыра не Парму, а Лоди.
О пармезане в Италии известно по крайней мере с XIII века. В «Декамероне» упомянуто удивительное место «Живи-лакомо»: «есть там гора вся из тёртого пармезана, на которой живут люди и ничем другим не занимаются, как только готовят макароны и клёцки…»
Многие биографы Мольера утверждали, что писатель на склоне лет питался почти исключительно одним пармезаном. Согласно свидетельству С. Т. Аксакова, большим поклонником пармезана был и Николай Васильевич Гоголь:
Третьего числа, часа за два до обеда, вдруг прибегает к нам Гоголь (меня не было дома), вытаскивает из карманов макароны, сыр пармезан и даже сливочное масло и просит, чтоб призвали повара и растолковали ему, как сварить макароны.
В романе Р. Л. Стивенсона «Остров сокровищ» брошенный на острове раскаявшийся пират Бен Ганн искренне просил обнаружившего его Джима Хокинса дать ему хотя бы один кусочек сыра — и у доктора Ливси с собой оказался пармезан.
В 2004 году насчитывалось 512 производителей пармезана. Их количество стало постепенно снижаться после того, как в 2008 году Европейский суд рекомендовал допускать к продаже в качестве пармезана только сыр, произведённый на севере Италии (см. наименование места происхождения товара).
Ввиду высокой стоимости пармезан представляет интерес для злоумышленников: только в период с ноября 2013 года по январь 2015 года преступники похитили со складов в северной и центральной Италии 2039 колес Пармиджано-Реджано.

## Экономические аспекты
По состоянию на 2017 год Италия производила около 3,6 миллиона «колёс» (около 137 тысяч тонн) пармезана в год; для их производства использовалось около 18 % всего молока, произведенного в Италии. По данным 2018 года около 60 % рабочих в итальянской индустрии пармезана составляли иммигранты из Индии, большинство из которых сикхи. Для борьбы с подделками в оболочку сырной головы иногда вставляется микрочип, при сканировании которого можно узнать серийный номер товара и отследить его перемещения.
Все производители сыра настоящего итальянского пармезана с 1928 года объединены в ассоциацию (Consorzio del Formaggio Parmigiano-Reggiano). Помимо установления и обеспечения соблюдения стандартов для PDO, ассоциация производителей также спонсирует маркетинговые мероприятия. Некоторые североитальянские банки (например, Credito Emiliano) с 1950-х годов выдают кредиты под залог пармезана. Такой кредит позволяет сыроделам избежать финансовых трудностей в период созревания сыра. 

В связи с запретом на ввоз сыров из Евросоюза, введённым Россией в 2014 году, приобрёл актуальность вопрос о создании российского аналога пармезана, чему мешали национальные стандарты производства сыра, требующие обязательной пастеризации (термической обработки) молока, тогда как итальянский оригинал вырабатывается только из сырого молока высшей категории. До введения запрета на российском рынке конкуренцию твёрдым сырам Италии и Швейцарии составляли более дешёвые аналоги из Литвы (в частности, продававшийся под названием пармезана сыр «Джюгас»). Впоследствии единственным крупным экспортёром твёрдых сыров на российский рынок осталась Аргентина (хотя ввезённые оттуда сыры часто фасуются на российских предприятиях). 

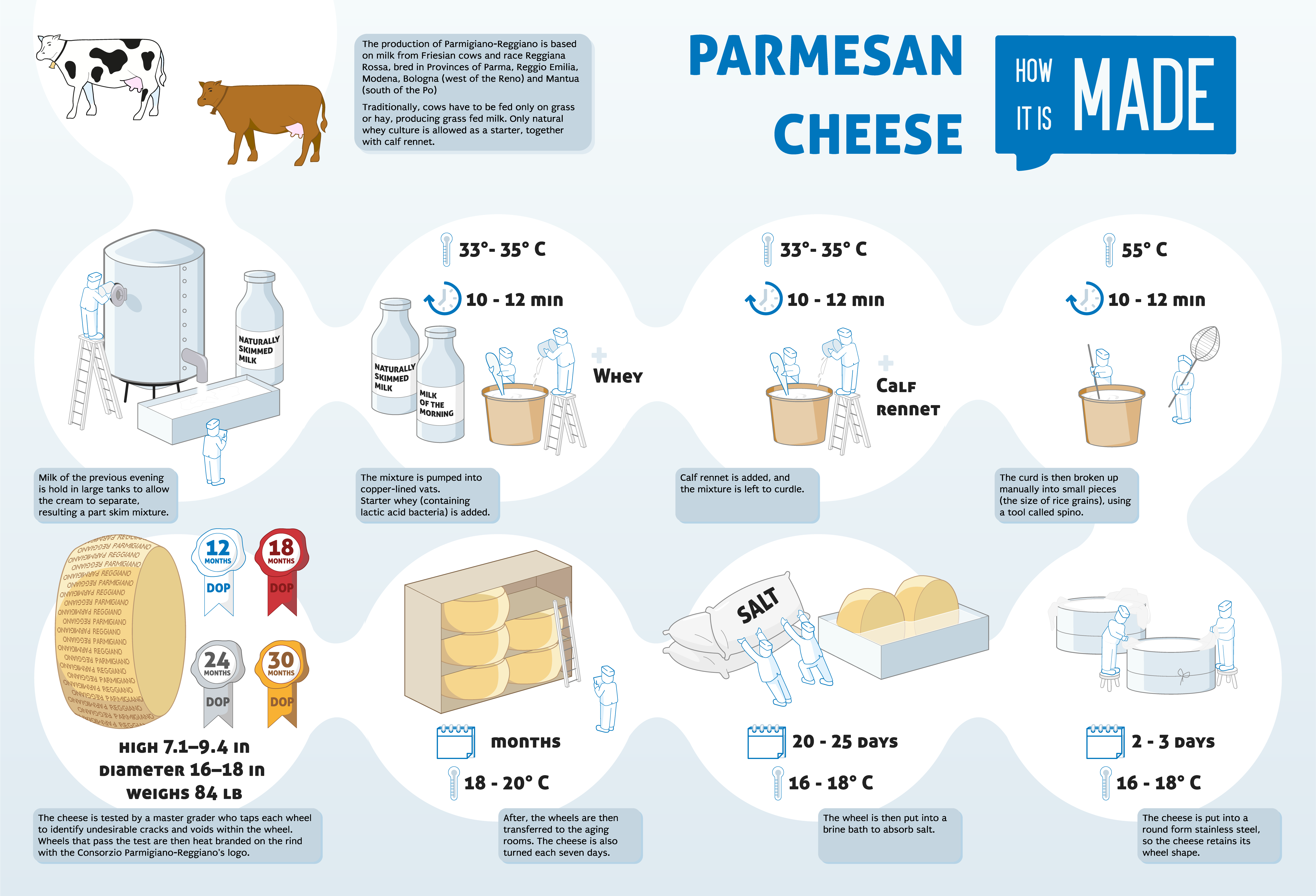
Долгий цикл производства и окупаемости твёрдых сыров иногда отпугивает потенциальных производителей

В канун восьмилетия введения эмбарго российские рестораторы сетовали, что за истекший период отечественные сыроделы так и не смогли заполнить образовавшуюся на рынке твёрдых сыров лакуну. В российских магазинах под видом пармезана обычно реализуются мало похожие на него сыры, выдержанные от шести до девяти месяцев. Среди прочего, причина в дефиците сыропригодного молока и запредельно высокой цене конечного продукта: для производства одной головы пармезана требуется полтонны самого качественного молока. По словам одного из шеф-поваров, даже при выдержке более года российский сыр «получается больше резиновый, чем именно твёрдый». Председатель союза сыроваров России связывает проблемы производства качественных твёрдых сыров в России с «колоссальными вложениями», которые необходимы для создания сырохранилищ итальянского типа, и «долгими циклами» производства, которые «требуют отладки».

## Пищевая ценность и применение
В пармезане содержится менее 30 % воды, поэтому процент полезных веществ существенно выше, чем в других сырах. В 100 граммах пармезана содержится более 35 граммов белка, 25 граммов жира и 3 грамма углеводов. Пармезан содержит много ароматических соединений, включая различные альдегиды и бутираты.
Пармезан употребляют сам по себе (иногда с бальзамическим уксусом), в качестве дополнения к красному или креплёному вину (херес, вермут) либо натирают на тёрке поверх блюд из макаронных изделий (при этом, в отличие от других сыров, он не плавится и не тает) и поверх салатов. Иногда его подмешивают в супы и ризотто. Ломтики и куски самых твердых частей корки иногда варят в супе; их также можно поджарить и съесть в качестве закуски.  В Эмилии-Романье пармезан часто едят с грушами и грецкими орехами в конце трапезы.